# Abramowo (obwód brzeski)
Abramowo (biał. Абрамава, Abramawa; ros. Абрамово, Abramowo; jid. ‏אבראמאָווא‎) – wieś na Białorusi, w obwodzie brzeskim, w rejonie kamienieckim, w sielsowiecie Dmitrowicze, w granicach Parku Narodowego „Puszcza Białowieska”.

## Historia
Pod zaborami i w II Rzeczypospolitej żydowska kolonia rolnicza. Założona w 1851 i nazwana na cześć biblijnego Abrahama. Alternatywną nazwą miejscowości było Plesiszcze. Wbrew oczekiwaniom założycieli kolonia nie przyciągnęła wielu osadników, głównie ze względu na nieurodzajną ziemie. W XIX i w początkach XX w. położona była w Rosji, w guberni grodzieńskiej, w powiecie brzeskim, w gminie Dmitrowicze. 
W dwudziestoleciu międzywojennym leżało w Polsce, w województwie poleskim, w powiecie brzeskim, w gminie Dmitrowicze. W 1921 miejscowość liczyła 97 mieszkańców, zamieszkałych w 18 budynkach, wyłącznie Żydów wyznania mojżeszowego. W tym okresie zaczęła osiedlać się tu również ludność chrześcijańska. W połowie lat 30. XX w. 75% mieszkańców było Żydami.
Osadnictwo żydowskie w Abramowie zakończyło się w styczniu 1942, gdy Niemcy przenieśli wszystkich Żydów z kolonii do getta w Kamieńcu Litewskim. 9 listopada 1942 Niemcy wywieźli osadników do obozu zagłady w Treblince.
Po II wojnie światowej w granicach Związku Sowieckiego. Od 1991 w niepodległej Białorusi.